# Sherrilyn Kenyon
Sherrilyn Kenyon (Columbus, 1965) è una scrittrice statunitense. Sotto il suo vero nome scrive romanzi urban fantasy, mentre sotto lo pseudonimo di Kinley MacGregor ha scritto romanzi storici con elementi paranormali. Ha venduto oltre 25 milioni di copie in oltre cento paesi. Dal 2004 ad oggi ha piazzato ben cinquanta libri nella lista dei best seller del New York Times. Le sue opere più famose sono i romanzi che compongono la serie denominata The Dark-Hunter. Nel 2010 ha pubblicato il libro Blood Trinity, primo volume della serie paranormal romance Belador, completamente scritta in collaborazione con Dianna Love.
Il Boston Globe ha recensito i libri di Kenyon definendo la sua scrittura "arguta, ironica, sexy, quasi geniale".
Nel luglio del 2011 Kenyon ha firmato un contratto con la Amber Entertainment per portare le storie della serie Dark-Hunter sul piccolo e grande schermo. Il primo progetto vede la futura realizzazione di un film basato su Chronicles of Nick, serie di tre libri che segue le vicende di Nick Gaultier, scudiero dei Cacciatori Oscuri; è in preparazione anche una serie televisiva basata sui romanzi dedicati ai Cacciatori Oscuri.

## Opere

### Come Sherrilyn Kenyon

#### SerieThe Dark-Hunter
Libri
La serie The Dark-Hunter è formata da diverse storie influenzate dalla mitologia greca, atlantidea, nordica e celtica. La serie è suddivisa in tre sottoserie: la Dark-Hunter, che dà il nome alle serie (volumi 1, 2, 3, 4, 5, 6, 12, 14, 16, 17, 21, 23, 24), la Were-Hunter (volumi 7, 8, 9, 10, 19, 20) e la Dream-Hunter (volumi 11, 13, 15, 18, 22).
1. Fantasy Lover (2002) (I ed. it. Roma, Fanucci Editore, 2009) ISBN 978-88-347-1488-1
2. Notte di piaceri (Night Pleasures, 2002) (I ed. it. Roma, Fanucci Editore, 2010) ISBN 978-88-347-1569-7
3. L'abbraccio della notte (Night Embrace, 2003) (I ed. it. Roma, Fanucci Editore, 2010) ISBN 978-88-347-1654-0
4. Danza con il diavolo (Dance with the Devil, 2003) (I ed. it. Roma, Fanucci Editore, 2011) ISBN 978-88-347-1723-3
5. Il bacio della notte (Kiss of the Night, 2004) (I ed. it. Roma, Fanucci Editore, 2011) ISBN 978-88-347-1780-6
6. Il gioco della notte (Night Play, 2005) (I ed. it. Roma, Fanucci Editore, 2012) ISBN 978-88-347-1904-6
7. L'eternità della notte (Seize the Night, 2005) (I ed. it. Roma, Fanucci Editore, 2013) ISBN 978-88-347-2223-7
8. Le colpe della notte (Sins of the Nigh, 2005) (I ed. it. Roma, Fanucci Editore, 2013) ISBN 978-88-347-2224-4
9. La seduzione della notte (Unleash the Night, 2005) (I ed. it. Roma, Fanucci Editore, 2013) ISBN 978-88-347-2353-1
10. Il lato oscuro della notte (Dark Side of the Moon, 2006) (I ed. it. Roma, Fanucci Editore, 2014) ISBN 978-88-347-2456-9
11. Il sogno della notte (Dream-Hunter, 2007) (I ed. it. Roma, Fanucci Editore, 2015) ISBN 978-88-347-2695-2
12. Anche i diavoli piangono (Devil May Cry, 2007) (I ed. it. Roma, Fanucci Editore, 2008) ISBN 978-88-347-1410-2
13. La luce della notte (Upon the Midnight Clear, 2007) (I ed. it. Roma, Fanucci Editore, 2015) ISBN 978-88-347-2909-0
14. The Dark-Hunter Companion (2007)
15. Dream Chaser (2008)
16. Acheron (2008)
17. One Silent Night (2008)
18. Dream Warrior (2009)
19. Bad Moon Rising (2009)
20. No Mercy (2010)
21. Retribution (2011)
22. The Guardian (2011)
23. Time Untime (2012)
24. Styxx (2013)
25. Son of No One (2014)
26. Dragonbane (2015)

Manga
1. The Dark Hunter: Vol. 1 (2009)
2. The Dark Hunter: Vol. 2 (2010)
3. The Dark Hunter: Vol. 3 (2010)
4. The Dark Hunter: Vol. 4 (2011)

#### SerieChronicles of Nick
La serie Chronicles of Nick è direttamente collegata alla serie Dark-Hunter, infatti i personaggi di questa serie sono gli stessi del secondo volume della serie Dark-Huter, ovvero Notte di piaceri.
1. Infinity (Infinity: Chronicles of Nick, 2010) (I ed. it. Roma, Fanucci Editore, 2011) ISBN 978-88-347-1703-5
2. Invincible (Invincible: Chronicles of Nick) (2011)
3. Infamous (2012)
4. Inferno (2013)
5. Illusion (2014)
6. Instinct (2015)

#### SerieB.A.D. Agency
La serie B.A.D. Agency ha avuto origine da alcuni racconti scritti da Kenyon per delle antologie. Ha poi scritto dei libri incentrati sullo stesso argomento, creando la serie. I romanzi Phantom in the Night, Whispered Lies, Silent Truth e il racconto breve Just Bad Enough sono co-scritti con Dianna Love.
1. Bad to be Bone - contenuto nell'antologia Big Guns Out of Uniform (2005)
2. Captived by You - contenuto nell'antologia Tie Me Up, Tie Me Down: Three Tales of Erotic Romance (2005)
3. Bad Attitude (2005)
4. Born to Be B.A.D. (2005)
5. Turn Up the Heat - contenuto nell'antologia Playing Easy to Get (2006)
6. Phantom in the Night (2008)
7. Whispered Lies (2009)
8. Silent Truth (2010)
9. Just Bad Enough - contenuto nell'antologia Deadly Promises (2010)
10. Bad Mission - contenuto nell'antologia Thriller 3: Love is Murder (2012)

#### SerieThe League
1. Born of Night (2009)
2. Born of Fire (2009)
3. Born of Ice (2009)
4. Fire and Ice - storia breve pubblicata nell'antologia Man of My Dreams (2004); è stata successivamente scritta e pubblicata di nuovo nell'antologia In Other World (2010)
5. Born of Shadows (2011)
6. Born of Silence (2012)
7. Cloak & Silence (2013)
8. Born of Fury (2014)
9. Born of Defiance (2015)
10. Born of Betrayal (2015)

#### SerieBelador
La serie Belador è completamente co-scritta con Dianna Love.
1. Blood Trinity (2010)
2. Fire Bound (2011) - storia breve
3. Alterant (2011)
4. The Curse (2012)
5. Rise of the Gryphon (2013)

#### SerieNevermore
1. Alpha (2013)

#### Altri romanzi e racconti
- Daemon's Angel (1995)
- Love Bytes - contenuto nell'antologia Naughty or Nice (2000)
- Knightly Dreams - contenuto nell'antologia What Dreams May Come (2005)

### Come Kinley MacGregor

#### SerieLupi di Mare (The Sea Wolves)
1. Il corsaro della seduzione (Master of Seduction) (2000)
2. Il pirata e la prigioniera (A Pirate of Her Own) (2004)

#### SerieThe MacAllister
1. Il cavaliere dei desideri (Master of Desire) (2001)
2. La conquista del cuore (Claiming the Highlander) (2002)
3. Il cavaliere del re (Born in Sin) (2003)
4. Amare uno scozzese (Taming the Scotsman) (2003)
5. L'estate della passione (Midsummer's Knight - contenuto nell'antologia Where's My Hero?) (2003)

#### SerieConfraternita della Spada (Brotherhood of the Sword), seguito della Serie MacAllister
1. La poetessa e il cavaliere (A Dark Champion) (2004)
2. Il ritorno del guerriero (Return of the Warrior) (2005)
3. Il guerriero (The Warrior) (2007)

#### SerieLords of Avalon
1. Sword of Darkness (2006)
2. Knight of Darkness (2006)
3. Darkness Within (2012)